# ألوباربيتال
الألوباربيتال (بالإنجليزية: Allobarbital)‏ يعرف أيضا بالألبربيتون. اسمه التجاري ديال سيبالجين (بتركيبة أمينوفينازون) أو ديال-سيبا (بتركيبة كربامات الإيثيل). وهو مشتق من الباربيتورات واخترع في 1912 من قبل أرنست بريسورك وأرنست جريثر عملا لصالح شركة CIBA. استخدم في الأساس مضادا للاختلاج بالرغم من استبداله الآن إلى حد كبير بأدوية جديدة ذات خصائص أمان محسنة. يستخدم الألوباربيتال أيضا عاملا مساعدا لتعزيز نشاط الأدوية المسكنة، ويستخدم في علاج الأرق والقلق.
بالرغم من أن الألوباربيتال شهد استخدامًا كبيرا في بعض الدول الأوروبية مثل بلغاريا وسلوفاكيا إلا أنه لم يستخدم على نطاق واسع بشكل خاص مقارنةً بالباربيتورات المعروفة مثل الفينوباربيتال وسيكوباربيتال.